# Mitostemma jenmanii
Mitostemma jenmanii je biljka iz porodice Passifloraceae, roda Mitostemma. Nema sinonima za ovu vrstu.
Zove se po Georgeu S. Jenmanu.
Raste u Gvajani i Brazilu (gornje područje rasta Amapá), do 12 m.
Nije svrstana u IUCN-ov popis ugroženih vrsta.

## Vanjske poveznice
- Mitostemma na Germplasm Resources Information Network (GRIN)  Arhivirana inačica izvorne stranice od 5. svibnja 2009. (Wayback Machine), SAD-ov odjel za poljodjelstvo, služba za poljodjelska istraživanja.